# Methemoglobin

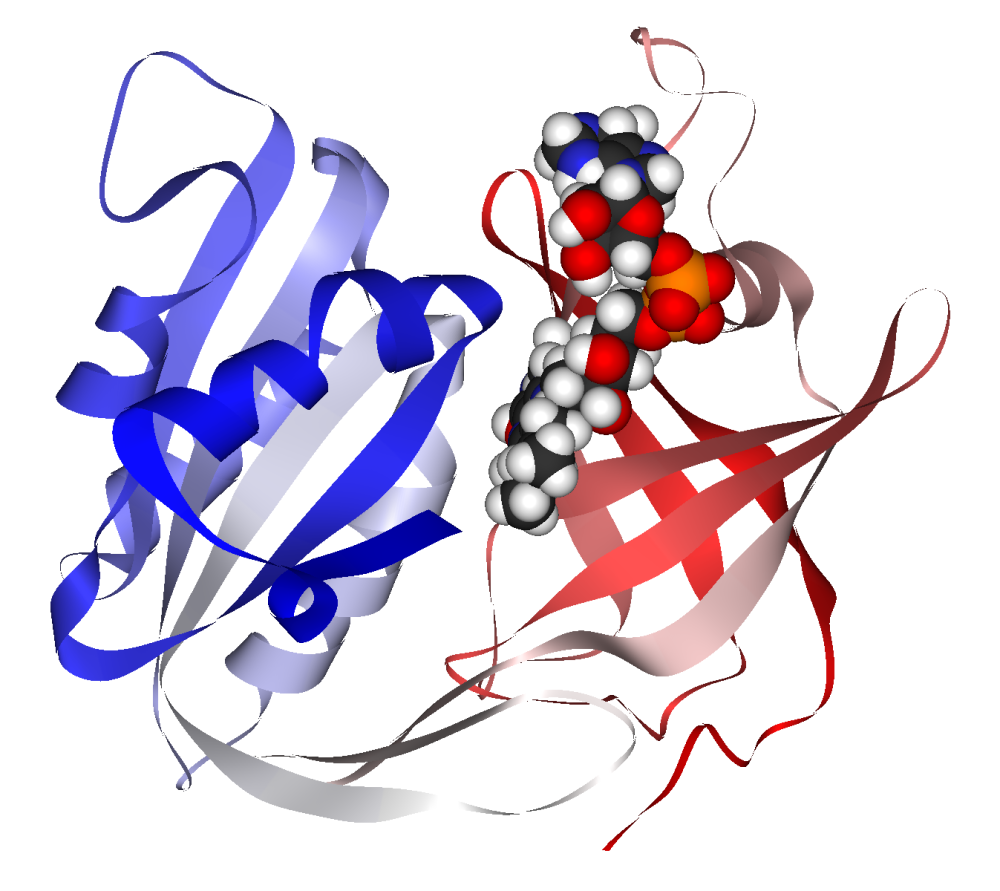
Strukturen av cytokrom b5 reduktas, enzymet som omvandlar methemoglobin till hemoglobin.

Methemoglobin bildas vid oxidation av järnet i hemoglobin från Fe2+ till Fe3+. Ibland kallas det också ferrihemoglobin. Av hela hemoglobinmängden utgörs normalt cirka en procent av methemoglobin som saknar syretransporterande förmåga. Den är blåaktigt chokladbrun till färgen. I mänskligt blod produceras normalt en spårmängd av methemoglobin spontant, men när det finns i överskott blir blodet onormalt mörkt blåaktigt brunt. Det NADH-beroende enzymet methemoglobinreduktas (en typ av diaforas) har uppgift att omvandla methemoglobin tillbaka till hemoglobin. 
En ökad halt förekommer i en primär form som är genetiskt betingad eller sekundärt till förgiftning med någon oxiderande substans (till exempel klorater, nitrater, nitriter och sulfaföreningar), ett hälsoproblem som kallas methemoglobinemi. En högre nivå av methemoglobin tenderar att få en pulsoximeter att läsa närmare 85 procent oavsett den verkliga nivån av syremättnad.

## Etymologi
Ordet methemoglobin kommer från det antika grekiska prefixet μετα- (meta-: bakom, senare, efterföljande) och ordet hemoglobin.
Namnet hemoglobin är självt härlett från orden heme och globin, varje underenhet av hemoglobin är ett globulärt protein med en inbäddad hemgrupp. 

## Vanliga orsaker till förhöjt methemoglobin
- Minskade cellulära försvarsmekanismer
  - Barn yngre än 4 månader exponerade för olika miljöpåverkan
  - Gravida kvinnor anses vara känsliga för exponering av höga nivåer av nitrater i dricksvatten[3]
  - Cytokrom b5 reduktasbrist
  - G6pd-brist
  - Hemoglobin M sjukdom
  - Pyruvatkinasbrist
- Olika farmaceutiska föreningar
  - Lokalbedövningsmedel, särskilt prilokain och bensokain.[4]
  - Amylnitrit, klorokin, dapson, nitrater, nitriter, nitroglycerin, nitroprussid, fenazopyridin, primakin, kinoner och fenacetin
- Miljöagenter
  - Aromatiska aminer (till exempel p-nitroanilin, patientfall)
  - Arsin
  - Klorbensen
  - Kromater
  - Nitrater/nitriter[5]
  - Umbellulon
- Ärftliga störningar
  - Vissa familjemedlemmar i familjen Fugate i Kentucky hade på grund av en recessiv gen blå hud genom ett överskott av methemoglobin.[6]
- Hos katter
  - Förtäring av paracetamol (som acetaminofen, tylenol)[7]

## Terapeutisk användning
Amylnitrit administreras för att behandla cyanidförgiftning. Det fungerar genom att omvandla hemoglobin till methemoglobin, vilket möjliggör bindning av cyanid (CN–) anjoner av järn (Fe3+) katjoner och bildandet av cyanomethemoglobin. Det omedelbara målet med att bilda denna cyanidaddukt är att förhindra bindningen av fri cyanid till cytokrom a3- gruppen i cytokrom c-oxidas.

## Methemoglobinmättnad
Methemoglobin uttrycks som en koncentration eller en procentandel. Procentandelen methemoglobin beräknas genom att dividera koncentrationen av methemoglobin med koncentrationen av totalt hemoglobin. Procentandelen methemoglobin är sannolikt en bättre indikator på sjukdomens svårighetsgrad än den totala koncentrationen, eftersom underliggande medicinska tillstånd spelar en viktig roll. Till exempel kan en methemoglobinkoncentration på 1,5 g/dl representera en procentandel på 10 procent hos en i övrigt frisk patient med ett hemoglobinvärde på 15 mg/dl, medan samma koncentration på 1,5 g/dL methemoglobin vid en anemipatient med ett utgångshemoglobinvärde på 8 g/dl skulle representera en procentandel på 18,75 procent. Den förstnämnda patienten kommer att lämnas med en funktionell hemoglobinkoncentration på 13,5 g/dl och potentiellt förbli asymptomatisk medan den senare patienten med en funktionell hemoglobinkoncentration på 6,5 g/dl kan vara allvarligt symtomatisk med ett methemoglobin på mindre än 20 procent.
- 1–2 procent Normal
- Mindre än 10 % metHb - Inga symtom
- 10–20 procent metHb - Endast missfärgning av huden (främst på slemhinnor )
- 20–30 procent metHb - Ångest, huvudvärk, dyspné vid ansträngning
- 30–50 procent metHb
- Trötthet, förvirring, yrsel, takypné, hjärtklappning
- 50–70 procent metHb - Koma, kramper, arytmier, acidos

Mer än 70 procent metHb - Hög risk för dödsfall
Detta kan ytterligare förvärras av det "funktionella hemoglobinets" minskade förmåga att frigöra syre i närvaro av methemoglobin. Anemi, kongestiv hjärtsvikt, kronisk obstruktiv lungsjukdom (KOL) och i princip all patologi som försämrar förmågan att leverera syre kan förvärra symtomen på methemoglobinemi.

## Blodfläckar
Ökade nivåer av methemoglobin finns i blodfläckar. När de lämnar kroppen går blodfläckar från ljusröd till mörkbrunt, vilket tillskrivs oxidation av oxihemoglobin (HbO2) till methemoglobin (met-Hb) och hemikrom (HC).